# Mieczysław Karłowicz

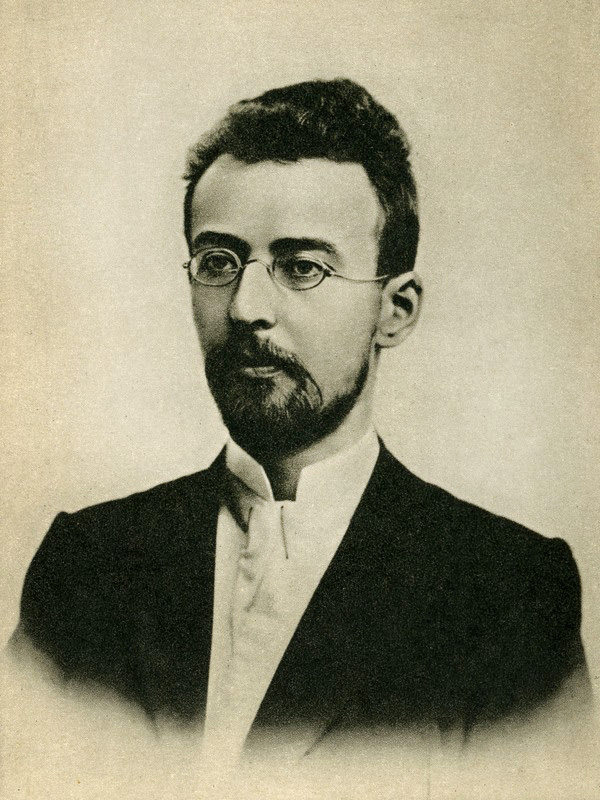
Mieczysław Karłowicz

Mieczysław Karłowicz (* 11. Dezember 1876 in Wiszniewo; † 8. Februar 1909 in den Bergen der Hohen Tatra) war ein polnischer Komponist.

## Leben
Mieczysław Karłowicz verbrachte die ersten sechs Lebensjahre auf dem Gut seiner Familie im polnischen Wiszniewo, heute Belarus. 1882 verkaufte die Familie ihren Besitz und siedelte zunächst nach Heidelberg über, dann über Prag nach Dresden, um sich schließlich in Warschau niederzulassen. Bereits während des Aufenthalts der Familie im Ausland erhielt der junge Karłowicz Kontakt zur Musik von Komponisten wie Georges Bizet oder Johannes Brahms. In Dresden begann er als Siebenjähriger mit dem Violinunterricht. Später studierte er an der Musikakademie Warschau Violine und Komposition, seit 1895 dann in Berlin.
Während seines Studiums in Berlin schrieb er seine ersten Werke. Allein zwischen 1895 und 1896 entstanden 22 sinfonische Lieder, auch die Serenade für Streichorchester op. 2 stammt aus Karłowiczs Berliner Zeit. Sie wurde von seinem Lehrer Heinrich Urban und den Berliner Philharmonikern uraufgeführt. 1901 kehrte er nach Warschau zurück und beendete sein Studium. 1903 gründete er in Warschau ein Streichorchester.
1906 zog Karłowicz nach Zakopane und entdeckte seine zweite Leidenschaft neben der Musik: das Bergsteigen und Skifahren. Er trat der Polnischen Tatra-Gesellschaft bei und veröffentlichte Berichte von seinen Bergtouren in Zeitschriften. Die Landschaft der Tatra war damals ein Refugium für die verletzten nationalen Gefühle; polnische Künstler verklärten sie zu einem mystischen Symbol des Widerstands gegen die Fremdherrschaft. Hier ließen sich die Literaten des Jungen Polen nieder, hierhin zog es auch die gleichnamige Gruppe junger Komponisten, die sich 1905 in Berlin gegründet hatte und deren namhaftester Vertreter Karol Szymanowski war.
Im Jahre 1909 kam Mieczysław Karłowicz durch ein Lawinenunglück bei einer allein unternommenen Skitour ums Leben.

## Werk
Mieczysław Karłowicz hinterließ zwar kein umfangreiches, aber ein bemerkenswertes Œuvre, das in Polen zum festen Bestandteil der nationalen Musiktradition gehört, jenseits der polnischen Grenzen jedoch kaum bekannt ist. Darunter befinden sich 23 Lieder für eine Stimme und Pianoforte, eine viersätzige Sinfonie in e-Moll mit dem Beinamen „Wiedergeburt“, eine Streicherserenade und ein ausdrucksstarkes Violinkonzert in A-Dur sowie sein Opus magnum – sechs sinfonische Dichtungen op. 9–14. Die Orchesterwerke, die ab seinem 19. Lebensjahr in Berlin entstanden, sind teilweise noch im Stil des sinfonischen Mainstreams der Jahrhundertwende, aber handwerklich gediegen gearbeitet. Die späteren Kompositionen hingegen sind Ausdruck eines sensiblen künstlerischen Ichs, das sich seine Welt aus dem Inneren erschafft und zu großen Visionen fähig ist.

## Bibliographie
- Luca Sala: European Fin-de-siècle and Polish Modernism. The Music of Mieczysław Karłowicz. Ut Orpheus Edizioni, Bologna 2010.
- Christophe Jezewski, Le Retour d'un génie. Pour le centenaire de Mieczysław Karłowicz, in „Europe“, n°961, Paris, Mai 2009
- Janusz Mechanisz, Mieczyslaw Karlowicz, Polihymnia 2009.
- Henryk Anders: Mieczysław Karłowicz. Życie i dokonania. ABOS, Poznań 1998.
- Alistair Wightman, Karłowicz, Young Poland and the Musical Fin-de-siècle, Aldershot, Ashgate, 1996 ; Polish translation: Ewa Gabryś, Karłowicz. Młoda Polska i muzyczny fin de siècle, Krakau, PWM, 1996 (Monografie popularne).
- Leszek Polony, Poetyka muzyczna Mieczysława Karłowicza, Krakau, PWM, 1986.
- Paul-Gilbert Langevin, Musiciens d'Europe, la Revue Musicale, Editions Richard Masse, Paris, 1986.

- Elżbieta Dziębowska, éd. Z życia i twórczości Mieczysława Karłowicza, Krakau, PWM, 1970.